# Marcella Detroit
Marcella Detroit, właśc. Marcella Levy (ur. 21 czerwca 1952 w Detroit) – amerykańska piosenkarka, autorka tekstów i muzyki. Jest znana przede wszystkim z twórczości w Shakespears Sister, a także z charakterystycznego sopranowego głosu.

## Życiorys
Swoje pierwsze kroki w branży Marcella stawiała na początku lat 70. XX wieku w zespole Boba Segera. Następnym krokiem w karierze muzycznej była współpraca z Erikiem Claptonem (1974) – pisała dla niego, m.in. "Lay Down Sally". Po opuszczeniu zespołu Claptona, Marcella była muzykiem sesyjnym. Współpracowała m.in. z Arethą Franklin, Alem Jarreau, Alice'm Cooperem i Bette Midler. W 1982 roku wydała swój pierwszy solowy album Marcella, pod swoim prawdziwym nazwiskiem. W tym samym roku napisała piosenki m.in. dla Chaki Khan i Belindy Carlisle. W 1985 roku znów pracowała dla Claptona i występowała razem z nim na Live Aid.
W 1989 roku dołączyła do Shakespears Sister jako członek zespołu i autorka tekstów, po poznaniu Siobhan Fahey przez przyjaciela Richarda Feldmana. W tym czasie przyjęła pseudonim artystyczny – Marcella Detroit – od swojego rodzinnego miasta. Wraz z wydaniem drugiego albumu – Hormonally Yours – Marcella zyskała statut członka zespołu na równi z Siobhan. Jednak w 1993 Siobhan zakończyła współpracę z Marcellą i od tej pory występowała sama pod szyldem Shakespears Sister. Po oopuszczeniu duetu Marcella rozpoczęła karierę solową. Na UK top 40 hits znalazły się jej trzy piosenki: I Believe (UK #11), Ain’t Nothing Like The Real Thing (duet z Eltonem Johnem) (UK #24) i I'm No Angel (UK #33). Nagrała kilka solowych albumów: Jewel (1994), Feeler (1996) i Dancing Madly Sideways (2001).
W 2004 roku wróciła do swego prawdziwego nazwiska i do swoich korzeni bluesowych, nagrywając z Carlos Guitarlos. Napisała także muzykę m.in. dla Charlotte Church i Alex Parks. We wrześniu 2006 wydała swój album bluesowy The Upside of Being Down pod nazwą Marcy Levy Band.
Jej ostatni singel – "Mystery To Me" – został wydany 30 kwietnia 2007.
Marcella pojawiła się także na srebrnym ekranie. W 1996 roku w jednym z odcinków Absolutely Fabulous, w którym zagrała anioła i wykonała kilka utworów wraz z Marianne Faithfull. Udzieliła również swojego głosu na płycie The Simpsons Sing the Blues.

## Dyskografia

### Albumy
- Marcella (1982) (jako Marcy Levy)
- Jewel (1994) UK #15
- Feeler (1996)
- MTV "Buzz Live" (1996)
- Abfab Songs (1999)
- Dancing Madly Sideways (2001)
- The Upside Of Being Down (2006) (jako Marcy Levy Band)

### Single
| Rok  | Tytuł                                                                                  | Pozycja    | Pozycja          | Album                  |
| Rok  | Tytuł                                                                                  | US Hot 100 | UK Singles Chart | Album                  |
| 1978 | "Millie and Billie" (jako Marcy Levy z Alice Cooperem)                                 | –          | –                | From the Inside        |
| 1980 | "Help Me" (z Robin Gibb)                                                               | #50        | –                | Times Square OST       |
| 1982 | "Close To Her"                                                                         | –          | –                | Marcella               |
| 1986 | "Come And Follow Me" (z Max Carl)                                                      | –          | –                | Short Circuit OST      |
| 1994 | "I Believe"                                                                            | –          | #11              | Jewel                  |
| 1994 | "Ain’t Nothing Like The Real Thing" (z Eltonem Johnem)                                 | –          | #24              | Jewel                  |
| 1994 | "I'm No Angel"                                                                         | –          | #33              | Jewel                  |
| 1995 | "Perfect World"                                                                        | –          | #135             | Jewel                  |
| 1995 | "Respect" (jako Artyści Zjednoczeni Przeciw Rasizmowi (Artists United Against Racism)) | –          | –                | Singel charytatywny    |
| 1996 | "I Hate You Now..."                                                                    | –          | #108             | Feeler                 |
| 1996 | "Boy"                                                                                  | –          | #102             | Feeler                 |
| 1996 | "Somebody's Mother"                                                                    | –          | –                | Feeler                 |
| 1997 | "Flower"                                                                               | –          | –                | Feeler                 |
| 2001 | "Lust For Like"                                                                        | –          | –                | Dancing Madly Sideways |
| 2002 | "If You Could Read My Mind" (z Aurora)                                                 | –          | –                | Aurora                 |
| 2007 | "Mystery To Me" (z Loverush UK)                                                        | –          | –                |                        |